# Allobaccha dacipennis
Allobaccha dacipennis är en tvåvingeart som först beskrevs av Speiser 1924.  Allobaccha dacipennis ingår i släktet Allobaccha och familjen blomflugor.
Artens utbredningsområde är Kongo. Inga underarter finns listade i Catalogue of Life.